# 大立恭平
大立 恭平（おおだち きょうへい、1987年8月20日 - ）は、 岡山県岡山市出身の元プロ野球選手（投手）。左投左打。

## 経歴

### プロ入り前
岡山県立興陽高等学校では、3年夏の岡山県大会1回戦の岡山御津戦で1試合21奪三振の大会タイ記録を樹立したが、3回戦で岡山理大附高に5-6で敗れ、甲子園出場は果たせなかった。
岡山商科大学に進学後は故障などでやや不調の時期もあったが、2008年秋に大学日本代表候補に選ばれ、注目の存在となった。
2009年のプロ野球ドラフト会議において、読売ジャイアンツに育成ドラフト4位で指名を受けた。中国六大学野球リーグ及び岡山商科大学からは初めてのプロ野球選手となった。

### 巨人時代
2010年は、序盤に左肘と肩を負傷し手術を受けたことから実戦登板はなかった。
2011年は、二軍戦9試合に登板し、0勝0敗、防御率7.71という成績に終わった。
2012年は、春季キャンプで育成枠ながら一軍に帯同するとオープン戦で結果を残す。4月16日、左の中継ぎ投手が不足しているチーム事情から支配下選手登録された。背番号は99。5月18日にはフレッシュオールスターの出場メンバーに選ばれたが、怪我（左前腕屈筋腱損傷）のため辞退した。二軍では23試合に登板して、2勝1敗、防御率2.35と好投したものの、一軍昇格の機会がないままシーズンを終えた。球団は育成選手としての再契約を提示していたが、それを拒否したため、10月5日に自由契約が発表された。退団後は11月9日に行われた12球団合同トライアウトに参加し、打者4人に対して1四球、2三振、内野フライという結果だった。

### ソフトバンク時代
2012年11月27日、福岡ソフトバンクホークスが育成選手として獲得を発表した。背番号は143。
2013年は、二軍ではわずか1試合の登板に終わった。10月26日に戦力外通告を受け、10月31日に自由契約公示された。退団後は11月10日に行われた12球団合同トライアウトに参加し、打者4人に対して1三振、3四球という結果だった。獲得に現れる球団はなく、現役を引退した。

## 選手としての特徴
最速152km/hの速球とスライダー、フォークボールを武器に三振を奪う。2011年の秋季キャンプでは監督の原辰徳からチェンジアップを習得するように指導された。

## 詳細情報

### 年度別投手成績
- 一軍公式戦出場なし

### 背番号
- 110（2010年）
- 016（2011年 - 2012年4月15日）
- 99（2012年4月16日 - 同年終了）
- 143（2013年）